# Eva Schumann (Autorin)
Eva Schumann (* 1957 in Frechen) ist eine deutsche Schriftstellerin und Sachbuchautorin. Sie schreibt unter ihrem Namen Gartenbücher und Ratgeber, unter dem Pseudonym Lara B. Schreiber Ratgeber und unter dem Pseudonym Eva B. Gardener Romantikkrimis.

## Leben
Die Gartenbau-Ingenieurin schrieb zunächst neben ihrer eigentlichen Berufsausübung. 1996 erschien ihr erstes Gartenbuch. Nach einer Fortbildung zur Netzwerk- und Internetmanagerin konnte sie auch hauptberuflich schreiben – als technische Fachredakteurin und später als Online-Redakteurin, Journalistin und Bloggerin. Nebenberuflich veröffentlichte sie weitere Fachbücher und Ratgeber, sowohl in Zusammenarbeit mit Verlagen als auch im Selbstverlag. Unter dem Pseudonym Eva B. Gardener veröffentlichte sie seit 2003 drei Romantikkrimis mit dem Motto „Krimispannung, Liebe, Schlanke Rezepte“. 2008 veröffentlichte sie ihren ersten Kinderkrimi („Wolfsgeheul“). Schumann lebt heute in Freising bei München.

## Werke

### Gartenbücher
- Gewächshaus & Frühbeet Monat für Monat: säen – pflanzen – pflegen – ernten. Der beste Zeitpunkt für jeden Handgriff, Ulmer Verlag, Stuttgart 2022, ISBN 3-8186-1415-6
- Tomaten, Paprika & Chili für Garten und Balkon: Richtig anbauen und frisch genießen, Ulmer Verlag, Stuttgart 2020, ISBN 3-8186-1047-9
- Gewächshaus und Frühbeet erfolgreich nutzen für den eigenen Gemüsebau, Ulmer Verlag, Stuttgart 2020 (2. Auflage), ISBN 3-8186-0947-0; Stuttgart 2017 (1. Auflage), ISBN 978-3-8001-5667-2
- Das Kleingewächshaus, Ulmer Verlag, Stuttgart 2019 (5. Auflage), ISBN 3-8186-0822-9; Stuttgart 2014 (4. Auflage), ISBN 978-3-8001-8064-6; Stuttgart 2010 (3. Auflage), ISBN 978-3-8001-5966-6; Stuttgart 2004 (2. Auflage), ISBN 3-8001-4290-2; Stuttgart 1996 (1. Auflage), ISBN 3-8001-6589-9
- Gärtnern in Töpfen: Balkon und Terrasse mit Pflanzen gestalten, Ulmer Verlag, Stuttgart 2019, ISBN 978-3-8186-0635-0
- Paprika und Chili erfolgreich anbauen: 40 Sorten für Garten und Balkon, Ulmer Verlag, Stuttgart 2017, ISBN 978-3-8186-0071-6
- Tomaten (SMART), Ulmer Verlag, Stuttgart 2014 (2. Auflage), ISBN 3-8001-8269-6; Stuttgart 2009 (1. Auflage), ISBN 3-8001-5899-X
- Chili, Paprika & Co. (SMART), Ulmer Verlag, Stuttgart 2011, ISBN 978-3-8001-6715-9
- Chili, Paprika und Co. (GARTEN-FIT), Ulmer Verlag, Stuttgart 2005, ISBN 3-8001-4632-0
- Tomaten (GARTEN-FIT), Ulmer Verlag, Stuttgart 2001, ISBN 3-8001-3588-4
- Gartenprobleme – was tun, Obst- und Gartenbauverlag, München 1997, ISBN 3-87596-109-9

### Ratgeber (Auszug)
- Endlich arbeitslos. Wie ich eine Kündigung als Chance begreife, W. Bertelsmann 2007, ISBN 3-7639-3499-5

### Romane (Auszug)
- Traumfigur, Selbstverlag, München 2008, ISBN 3-8370-2864-X
- Lebenshunger. Gmeiner Verlag, Meßkirch 2005, ISBN 3-89977-637-2
- Die letzte Diät, Selbstverlag, München 2003, ISBN 3-8330-0694-3